# Disney Channel Holiday Playlist
Disney Channel Holiday Playlist é um álbum de natal lançado pela Walt Disney em 2 de outubro de 2012. O álbum conta com artistas musicais associados ou popularizadas por Disney Channel como Bridgit Mendler, Bella Thorne, Zendaya, Adam Hicks, Ross Lynch, McClain Sisters e Coco Jones cantando suas próprias versões de canções de Natal. Algumas músicas foram gravadas antes de a produção deste álbum, enquanto outros foram registrados especificamente para isso.

## Faixas
| N.º | Título                                        | Artista(s)                       | Duração |  |
| 1.  | "Shake Santa Shake"                           | Zendaya                          | 2:56    |  |
| 2.  | "Rockin' Around the Christmas Tree"           | Bella Thorne                     | 2:12    |  |
| 3.  | "Christmas Soul"                              | Ross Lynch                       | 3:04    |  |
| 4.  | "Jingle Bell Rock"                            | McClain Sisters                  | 2:07    |  |
| 5.  | "My Song for You"                             | Bridgit Mendler and Shane Harper | 3:21    |  |
| 6.  | "Winter Wonderland"                           | Olivia Holt                      | 2:06    |  |
| 7.  | "Christmas Is Coming"                         | R5                               | 3:08    |  |
| 8.  | "All I Want for Christmas Is You"             | Caroline Sunshine                | 3:41    |  |
| 9.  | "Christmas Night"                             | Coco Jones                       | 3:03    |  |
| 10. | "Happy Universal Holidays" (com Ryan Newman)  | Adam Hicks                       | 2:35    |  |
| 11. | "Santa Claus Is Coming to Town" (Canada only) | Veronica                         | 3:13    |  |

| N.º | Título | Duração |  |

## Desempenho em Tabelas Musicais
| (2012)                        | Peak posição |
| ----------------------------- | ------------ |
| U.S. Billboard 200            | 180          |
| U.S. Billboard Holiday Albums | 20           |
| U.S. Billboard Kid Albums     | 6            |

## Histórico de lançamento
| Local          | Data                  | Formato              | Gravadora            | Título                          |
| -------------- | --------------------- | -------------------- | -------------------- | ------------------------------- |
| Estados Unidos | 2 de Outubro de 2012  | CD, Digital download | Walt Disney Records  | Disney Channel Holiday Playlist |
| Canada         | 2 de Novembro de 2012 | CD, Digital download | Family Channel Music | Family Channel Holiday Playlist |